# Watch That Man
"Watch That Man" es una canción escrita por el músico británico David Bowie. Publicado como la canción de apertura del álbum de 1973, Aladdin Sane. Su estilo es a menudo comparado con el álbum Exile on Main St. de the Rolling Stones.
La mezcla, en la que la voz de Bowie se ve sepultada por la sección instrumental, ha generado una discusión entre los críticos y fans.

## Producción
Los críticos de NME, Roy Carr y Charles Shaar Murray consideran a "Watch That Man" como el ejemplo principal de las canciones en Aladdin Sane que fueron "escritas muy deprisa, grabadas muy deprisa y mezcladas muy deprisa".

## Versiones en vivo
- Una versión grabada en el Hammersmith Odeon en Londres, el 3 de julio de 1973 fue publicada en Ziggy Stardust: The Motion Picture en 1983.[7]
- Una presentación grabada en el Tower Theater, Pensilvania como parte de la gira de Diamond Dogs, fue publicada en David Live.[8]

## Créditos
Créditos adaptados desde las notas del álbum.
- David Bowie – voz principal y coros, guitarra rítmica
- Mick Ronson – guitarra eléctrica
- Trevor Bolder – bajo eléctrico
- Mick Woodmansey – batería
- Mike Garson – piano
- Ken Fordham – saxofón
- Linda Lewis – coros
- Warren Peace – coros

## Versión de Lulu

### Antecedentes
Lulu grabó la canción el 16 de julio de 1973, siendo publicada como lado B del sencillo "The Man Who Sold the World" el 11 de enero de 1974. Producida por Bowie y Ronson, está versión ha sido descrita como "una mezcla e Interpretaciones en los coros que fácilmente superan a la original".

### Créditos
- Lulu – voz principal
- David Bowie – guitarra rítmica, saxofón, coros
- Mick Ronson – guitarra eléctrica
- Trevor Bolder – bajo eléctrico
- Mike Garson – piano
- Aynsley Dunbar – batería